# Eucereon confine
Eucereon confine là một loài bướm đêm thuộc phân họ Arctiinae, họ Erebidae.